# Angelo Arrigoni
Angelo Arrigoni (Soresina, 16 febbraio 1923 – Torino, 27 settembre 2014) è stato un rugbista a 15 italiano, di ruolo tre quarti ala.
Nato a Soresina, gioca con la GUF Torino e la Ginnastica Torino con cui vince un titolo italiano.
Raccoglie una presenza in nazionale il 22 maggio 1949 in un'amichevole vinta contro la Cecoslovacchia.
In seguito si dedica al rugby a 13, arrivando a militare nella nazionale italiana. 

## Palmarès
- Campionati italiani: 1
Ginnastica Torino: 1946-1947